# UUM-44 Subroc
Il SUBROC era un missile ASW a carica nucleare, con impiego da sottomarini e gittata di 55 km. Esso era normalmente usato dagli SSN della US Navy, e doveva essere sostituito dall'ASW-SOW, ma ciò non accadde.

## Sviluppo
Lo sviluppo iniziò nel 1958 e terminò con la valutazione tecnica del 1964; l'anno successivo la marina americana iniziò a ricevere i primi missili. Il SUBROC non è mai stato utilizzato in azioni di combattimento ed è stato decommissionato con la fine della Guerra Fredda. Visto che la testata nucleare era complementare al missile, il SUBROC non è stato venduto ad altre marine, comprese quelle NATO. Verso la fine dagli anni '70 iniziò lo sviluppo del suo successore, lo UUM-125 Sea Lance, che però venne abbandonato per problemi finanziari.